# Předseda vlády Severního Kypru
Severokyperská turecká republika je poloprezidentská zastupitelská demokratická republika. Severní Kypr je de facto stát, který leží v severovýchodní části ostrova Kypr. Severní Kypr, který uznává pouze Turecko, je všemi ostatními státy považován za součást Kyperské republiky.
Prezident je hlavou státu a předseda vlády hlavou vlády. Výkonnou moc vykonává vláda. Zákonodárnou moc má jak vláda, tak Shromáždění republiky. Soudní moc je nezávislá na výkonné a zákonodárné moci. Předseda vlády musí mít pod kontrolou většinu parlamentu, aby mohl vládnout.
Od roku 1983 bylo na Severním Kypru šestnáct premiérů. Předchůdcem premiérského úřadu byl post známý jako „předseda turecké komunální komory na Kypru“. Jediný muž, který tento post zastával, byl Rauf Denktaş od 29. prosince 1969 do 5. července 1976. Před jednostranným vyhlášením nezávislosti turecké komunity na Kypru v roce 1983 byli tři premiéři.
Úřadující premiér Ünal Üstel složil přísahu dne 12. května 2022.